# Timo Kotipelto
Timo Antero Kotipelto (ur. 15 marca 1969 w Lappajärvi) – wokalista power metalowej fińskiej grupy Stratovarius.
Ma w swoim dorobku trzy płyty nagrane w ramach własnego projektu Kotipelto, którego jest jedynym stałym muzykiem: Waiting For the Dawn (2002), Coldness (2004) i Serenity (2007). Zarówno debiutancki jak i drugi album są utrzymane na pograniczu power metalu i klasycznego rocka. Przy produkcji płyt Kotipelto współpracował z wieloma muzykami, takimi jak Jari Kainulainen (Stratovarius), Roland Grapow (Helloween/Masterplan), Janne Wirman (Children of Bodom), Michael Romeo (Symphony X) czy Gas Lipstick (HIM).

## Dyskografia
Albumy
| Tytuł                               | Dane dot. albumu                                 | Pozycja na liście |
| Tytuł                               | Dane dot. albumu                                 | FIN               |
| ----------------------------------- | ------------------------------------------------ | ----------------- |
| Blackoustic (oraz Jani Liimatainen) | - Data: 19 października 2012 - Wydawca: Earmusic | 13                |

Inne
| Album                                                           | Rok  | Uwagi                                                | Źródło |
| --------------------------------------------------------------- | ---- | ---------------------------------------------------- | ------ |
| Tarot - For the Glory of Nothing                                | 1998 | gościnnie śpiew w utworach "Warhead" i "Beyond Troy" | [ 6 ]  |
| Ayreon - The Universal Migrator Part II: Flight of the Migrator | 2000 | gościnnie śpiew w utworze "Out of the White Hole"    | [ 7 ]  |
| TunnelVision - While the World Awaits                           | 2000 | gościnnie chórki                                     | [ 8 ]  |
| Thunderstone - Tools of Destruction                             | 2005 | gościnnie chórki                                     | [ 9 ]  |
| Revolution Renaissance - New Era                                | 2008 | gościnnie śpiew w utworze "Glorious and Divine"      | [ 10 ] |
| Amberian Dawn - Re-Evolution                                    | 2013 | gościnnie śpiew w utworze "Cold Kiss"                | [ 11 ] |